# Chile en los Juegos Parapanamericanos de 2015
La Delegación de Chile que participó en los Juegos Parapanamericanos de 2015 terminó en la novena posición del medallero al concluir con 12 medallas en total, 4 de oro, 2 de plata y 6 de bronce. Cristian Valenzuela fue el abanderado de esta delegación.

## Medallistas
| \| Medalla \| Nombre \| Deporte \| Evento \| Fecha \| \| ----------------- \| ------------------------------------------------------- \| ---------------------- \| ---------------------------- \| ---------------------- \| \| Medalla de oro \| Juan Garrido Acevedo \| Levantamiento de pesas \| Hombres -59kg \| Domingo 9 de agosto \| \| Medalla de oro \| Jorge Carinao Cárdenas PR \| Levantamiento de pesas \| Hombres -49 y -54kg \| Lunes 10 de agosto \| \| Medalla de oro \| Matías Pino Lorca \| Tenis de mesa \| Individual masculino Clase 6 \| Lunes 10 de agosto \| \| Medalla de oro \| Margarita Faundez Orellana \| Atletismo \| 1500 m femenino T12 \| Jueves 13 de agosto \| \| Medalla de plata \| Cristian Valenzuela \| Atletismo \| 5000 m masculino T11 \| Lunes 10 de agosto \| \| Medalla de plata \| Cristian Aguirre Mora \| Levantamiento de pesas \| Hombres 107 y +107 kg \| Martes 11 de agosto \| \| Medalla de bronce \| Tamara Monsalve Leonelli \| Tenis de mesa \| Individual femenino Clase 5 \| Domingo 9 de agosto \| \| Medalla de bronce \| Camila Campos Domínguez \| Levantamiento de pesas \| Mujeres -55, -61 y -67kg \| Lunes 10 de agosto \| \| Medalla de bronce \| Cristian Dettoni \| Tenis de mesa \| Individual masculino Clase 7 \| Lunes 10 de agosto \| \| Medalla de bronce \| Frank Feliu Ubillas \| Levantamiento de pesas \| Hombres -97kg \| Martes 11 de agosto \| \| Medalla de bronce \| Cristian Dettoni Matías Pino Lorca Juan Sepulveda Pardo \| Tenis de mesa \| Equipos masculino Clase 6-8 \| Miércoles 12 de agosto \| \| Medalla de bronce \| Cristian Valenzuela \| Atletismo \| 1500 m masculino T11 \| Viernes 14 de agosto \| |                                                         |                        |                              |                        |
| Medalla | Nombre                                                  | Deporte                | Evento                       | Fecha                  |
| Medalla de oro | Juan Garrido Acevedo                                    | Levantamiento de pesas | Hombres -59kg                | Domingo 9 de agosto    |
| Medalla de oro | Jorge Carinao Cárdenas PR                               | Levantamiento de pesas | Hombres -49 y -54kg          | Lunes 10 de agosto     |
| Medalla de oro | Matías Pino Lorca                                       | Tenis de mesa          | Individual masculino Clase 6 | Lunes 10 de agosto     |
| Medalla de oro | Margarita Faundez Orellana                              | Atletismo              | 1500 m femenino T12          | Jueves 13 de agosto    |
| Medalla de plata | Cristian Valenzuela                                     | Atletismo              | 5000 m masculino T11         | Lunes 10 de agosto     |
| Medalla de plata | Cristian Aguirre Mora                                   | Levantamiento de pesas | Hombres 107 y +107 kg        | Martes 11 de agosto    |
| Medalla de bronce | Tamara Monsalve Leonelli                                | Tenis de mesa          | Individual femenino Clase 5  | Domingo 9 de agosto    |
| Medalla de bronce | Camila Campos Domínguez                                 | Levantamiento de pesas | Mujeres -55, -61 y -67kg     | Lunes 10 de agosto     |
| Medalla de bronce | Cristian Dettoni                                        | Tenis de mesa          | Individual masculino Clase 7 | Lunes 10 de agosto     |
| Medalla de bronce | Frank Feliu Ubillas                                     | Levantamiento de pesas | Hombres -97kg                | Martes 11 de agosto    |
| Medalla de bronce | Cristian Dettoni Matías Pino Lorca Juan Sepulveda Pardo | Tenis de mesa          | Equipos masculino Clase 6-8  | Miércoles 12 de agosto |
| Medalla de bronce | Cristian Valenzuela                                     | Atletismo              | 1500 m masculino T11         | Viernes 14 de agosto   |

## Multimedallistas
| Deportista          | Medallas | Medalla de oro, América | Medalla de plata, América | Medalla de bronce, América | Deporte       |
| ------------------- | -------- | ----------------------- | ------------------------- | -------------------------- | ------------- |
| Cristian Valenzuela | 2        |                         | 1                         | 1                          | Atletismo     |
| Cristian Dettoni    | 2        |                         |                           | 2                          | Tenis de mesa |